# Lamiopsis temminckii
El tiburón aletón (Lamiopsis temminckii) es una especie de tiburón de la familia carcharhinidae.

## Morfología
Los machos pueden alcanzar los 170 cm de longitud total.

## Distribución geográfica
Se encuentra desde Pakistán hasta Tailandia, China e Indonesia.